# Dericorys johnstoni
Dericorys johnstoni är en insektsart som beskrevs av Boris Petrovich Uvarov 1933. Dericorys johnstoni ingår i släktet Dericorys och familjen Dericorythidae. Inga underarter finns listade i Catalogue of Life.